# Жидокабра
«Жидокабра» (англ. Jewpacabra, в другом варианте перевода — «Жидопакабра» или «Юдокабра») — четвёртый эпизод шестнадцатого сезона сериала «Южный Парк», премьера которого состоялась 4 апреля 2012 года. Эпизод основывается на наступающей Пасхе и Песахе у евреев.

## Сюжет
Южный Парк готовится к празднованию Пасхи. Картман рассказывает всем о страшном чудовище, жидокабре, которое ест детей на Пасху. Никто из детей ему не верит, пока он не отправляется в магазин «Sooper Foods», который проводит «охоту на пасхальные яйца» в местном парке, и начинает уверять его директора о предстоящей угрозе жидокабры, используя в качестве доказательства видео, снятое прошлой ночью, на котором якобы видна жидокабра (на самом деле там промелькнуло животное, которое трудно опознать). Тот сначала не верит ему, но следуя девизу магазина «Веселье и безопасность», решает всё же обезопасить участников конкурса, и для этой цели выдаёт Картману вертолёты для поисков жидокабры. Впрочем, Эрик использует их только для того, чтобы посетить водные аттракционы.
После Картман вместе с работниками и владельцем магазина решили обратиться к специалистам, выслеживающим снежного человека. По пути им попадается Кайл и говорит, что поверить в жидокабру может либо идиот, либо лгун. Специалисты настолько серьёзно приняли плёнку с якобы заснятым чудовищем, что Картман сам начал панически бояться своих выдумок. Ночью он прячется от жидокабры в храме. Его находят рабочие «Sooper Foods», которые заявляют, что если им не удалось найти жидокабру, то нужно оставить ей жертву в парке, и этой жертвой должен стать Картман. Они хватают его, одевают в костюм кролика, привязывают к цепи и думают, что если жидокабра действительно существует, то убьёт Картмана и все убедятся в «правдивом рассказе».
Кайл, узнав об этом, приходит в парк и говорит Эрику, что если он признается, что никакой жидокабры не существует, то он поможет выбраться. Тот, сначала, признаётся в этом, но потом в миг меняет свою точку зрения и продолжает уверять, что существо на самом деле есть. Кайл уходит, не помогая Эрику.
«Приманку» находят специалисты по снежному человеку и выстреливают в него дротиком со снотворным, принимая его за «человека-кролика». Картман падает без сознания, и ему мерещатся египтяне, которые умирают в результате египетских казней. Кайла мучает совесть, и он всё таки освобождает заснувшего Картмана, отводит домой и укладывает в постель. На следующее утро на конкурсе в парке, Картман кричит, что он жив, признал Иегову и стал иудеем, на что Баттерс отвечает «Не порти нам веселье! Жид пархатый!». Эрик подходит к Кайлу и говорит, что усвоил урок и всерьёз стал иудеем, а Кайл говорит, что всё понимает и верит ему.

## Пародии
- Эрик в костюме кролика и кадры наблюдения за ним сквозь очки похожи на сцены фильма Дом 1000 трупов.
- Появление титра с названием фильма Картмана «Жидокабра», пародирует аналогичный из фильма «Нечто» Джона Карпентера.
- Серия содержит нечастую для "Южного Парка" искреннюю иронию над иудаизмом, показывая абсурдность и кровожадность Бога.
- Авторы в очередной раз издеваются над псевдонаучными "документальными" телеканалами - на сей раз над Animal Planet, куда криптозоологи собираются отдать свои "правдивые доказательства" существования человека-кролика.